# المجلس المتحد للتعليم العالي المسيحي في آسيا

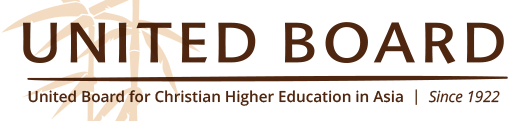
شعار المجلس

المجلس المتحد للتعليم العالي المسيحي في آسيا (المعروف اختصارا باسم «المجلس المتحد») هو منظمة تأسست عام 1922 بهدف دعم تعليم الأفراد بالكامل في الكليات والجامعات في آسيا. المجلس عبارة عن منظمة 501(c)(3) تأسست في ولاية نيويورك، وهي أيضًا مؤسسة خيرية مسجلة في هونغ كونغ. يتعاون المجلس مع مؤسسات التعليم العالي في 15 دولة ومنطقة في آسيا، ويقوم بتنفيذ البرامج وتقديم المنح. بدأت عملها بالصين.

## التاريخ
تأسست المنظمة باسم «المكتب المركزي لجامعات الاتحاد الصيني» في مدينة نيويورك في عام 1922 لتنسيق العمل الإداري والمالي لمجالس أمناء أمريكا الشمالية للعديد من الكليات المسيحية البروتستانتية في الصين. في 18 مايو 1945، أصدر حكام جامعة ولاية نيويورك ميثاقًا لدمج العديد من الكليات والجامعات الموجودة في مؤسسة جديدة باسم «المجلس المتحد للكليات المسيحية في الصين»؛ بحلول نهاية الأربعينيات من القرن الماضي، كانت المنظمة تعمل مع ثلاثة عشر كلية مسيحية بروتستانتية في الصين: جامعة فوكيان كريستيان، كلية جينلينج، جامعة هانغشو، جامعة هواتشونج، كلية هوا نان، جامعة لينجنان، جامعة نانكينج، جامعة سانت جون، شنغهاي، الجامعة في شنغهاي، وجامعة شانتونغ كريستيان، وجامعة سوشو، وجامعة غرب الصين يونيون، وجامعة ينشينج.
عندما تركت الثورة الصينية المجلس غير قادر على مواصلة العمل في الصين بعد عام 1951، كرست المنظمة أنشطتها لمناطق أخرى، ودعم جامعة تونغهاي في تايوان  وكلية تشونغ تشي في هونغ كونغ. وقدمت المساعدة للجامعة المسيحية الدولية في اليابان، وجامعة يونسي في كوريا، وجامعة سيليمان في الفلبين. في السبعينيات، بدأت العمل مع مؤسسات في تايلاند وإندونيسيا والهند والعديد من البلدان الأخرى، وغيرت اسمها إلى المجلس المتحد الحالي للتعليم العالي المسيحي في آسيا.
عندما استؤنفت العلاقات الدبلوماسية بين الولايات المتحدة والصين، تمت دعوة المنظمة للعودة إلى الصين في عام 1980. في التسعينيات، أقامت علاقات مع مؤسسات في فيتنام وكمبوديا وميانمار، وفي العقد الأول من القرن الحادي والعشرين مع مؤسسات في تيمور ليشتي وماكاو وسريلانكا. تعمل المنظمة الآن مع مؤسسات التعليم العالي المسيحية والعلمانية.

## برامج تطوير أعضاء هيئة التدريس والقيادة
يقدم المجلس المتحد المنح الدراسية والزمالات والمؤتمرات وفرص التواصل لأعضاء هيئة التدريس والإداريين. تشمل برامجها برنامج قادة الجامعات الآسيوية، وبرنامج زملاء المجلس المتحد. برنامج المنح الدراسية لأعضاء هيئة التدريس ومعهد الدراسات المتقدمة في الثقافات واللاهوت الآسيوية